# أيروبوس الثاني المقدوني
أيروبوس الثاني المقدوني (باليونانية القديمة:Ἀέροπος Βʹ ὁ Μακεδών) كان حاكما على مقدونيا لمدة 6 سنوات من العام 399 إلى العام 393 قبل الميلاد قضى الأربع الأولى منها في حكم مقدونيا بحكم كونه كان وصيا على الملك أوريستيس المقدوني وبعد أربع سنوات قام باغتيال أوريستيس المقدوني واستفرد بالملك لنفسه خلفه في الملك باوسانياس.